# Зафир Чобанов
Зафир Христов Чобанов е български офицер, полковник, служил в Ученическия легион през Сръбско-българската война (1885), командир на отделение в 1-ви артилерийски с. с. полк през Балканската (1912 – 1913) и Междусъюзническата война (1913), командир на 1-ви артилерийски полк, 8-а артилерийска бригада и 13-а артилерийска бригада през Първата световна война (1915 – 1918).

## Биография
Зафир Чобанов е роден на 12 юли 1865 г. в Самоков. През 1885 постъпва на служба в Ученическия легион в чийто редове взема участие в Сръбско-българската война (1885). През 1886 г. постъпва във Военното на Негово Княжеско Височество училище, достига до звание юнкер, дипломира под № 81 от 163 офицери, на 27 април 1887 г. е произведен в чин подпоручик и зачислен в 8-и ехотен приморски полк. На 18 май 1890 г. е произведен в чин поручик, а през 1895 в чин капитан. През 1900 г. служи като командир на батарея от 1-ви артилерийски полк. През 1904 г. е произведен в чин майор. Като майор командва 4-та батарея и от 1-ви артилерийски полк. През 1909 г. е назначен за командир на отделение от 1-ви артилерийски полк, на 22 септември декември 1912 г. е произведен в чин подполковник.
Подполковник Чобанов взема участие в Балканската (1912 – 1913) и Междусъюзническата война (1913) като командир на отделение в 1-ви артилерийски с. с. полк. През януари 1915 г. е назначен за помощник-командир на 9-и артилерийски полк и на 1 октомври същата година е произведен в чин полковник.
По време на Първата световна война (1915 – 1918) полковник Чобанов командва първоначално 1-ви артилерийски полк, за която служба съгласно заповед № 679 от 1917 г. по Действащата армия е награден с Военен орден „За храброст“, IV степен, 1 клас. По-късно командва Осма артилерийска бригада, за която служба съгласно заповед № 355 от 1921 г. е награден с Народен орден „За военна заслуга“, III степен с военно отличие. По-късно командва и 13-а и 5-a артилерийска бригада. Уволнен е от служба на 9 август 1919 г.
Полковник Зафир Чобанов умира на 20 февруари 1932 г.

## Военни звания
- Подпоручик (27 април 1887)
- Поручик (18 май 1890)
- Капитан (1895)
- Майор (1904)
- Подполковник (22 септември 1912)
- Полковник (1 октомври 1915)

## Образование
- Военно на Негово Княжеско Височество училище (1886 – 1887)

## Награди
- Военен орден „За храброст“, IV степен, 2 клас
- Народен орден „За военна заслуга“ V степен на обикновена лента
- Военен орден „За храброст“, IV степен, 1 клас (1917)
- Народен орден „За военна заслуга“, III степен с военно отличие (1921)
- Орден „За заслуга“ на обикновена лента